# Сосуды сосудов
Сосуды сосудов (лат. Vasa vasorum) — сеть мелких кровеносных сосудов, находящаяся в стенках крупных кровеносных сосудов.  
Vasa vasorum необходимы  для кровоснабжения крупных артерий и вен из-за большой толщины их стенок. Чтобы эффективно получать кислород из кровотока, клетки должны находиться очень близко к кровеносному сосуду или капилляру. Большинство кровеносных сосудов и вен поглощают кислород из крови, протекающей внутри них. Но, поскольку крупные вены и артерии сравнительно толстые, то их наружный и средний слои не могут нормально кровоснабжаться без  дополнительной сети мелких кровеносных сосудов.

## Структура
Существует три различных типа vasa vasorum:  
- Vasa vasorum internae. Внутренние сосуды сосудов. Начинаются непосредственно из основного просвета сосуда и затем разветвляются в стенке сосуда;
- Vasa vasorum externae. Внешние сосуды сосудов. Начинаются от ветвей главного сосуда и затем входят обратно в его стенку;
- Venous vasa vasorae.  Венозные сосуды сосудов. Начинаются в стенке артерии, но затем стекают в основной просвет или ветви сопутствующей вены[1].

В зависимости от типа vasa vasorum, он проникает в стенку сосуда, начиная с интимы (vasa vasorum interna) или адвентициального слоя (vasa vasorum externa). Из-за более высокого радиального и окружного давления в слоях стенки сосуда ближе к главному просвету артерии vasa vasorum externa не может перфузировать эти области стенки сосуда (окклюзионное давление). Структура vasa vasorum зависит от размера, функции и расположения сосудов. В наиболее крупных сосудах vasa vasorum проникает во внешний (tunica adventitia) и средний (tunica media) слой почти до внутреннего (tunica intima) слоя. В сосудах меньшего размера проникает только через внешний слой. В самых маленьких сосудах стенки сосудов непосредственно питает собственное кровообращение, и у них вообще нет vasa vasorum. 
Vasa vasorum чаще встречается в венах, чем в артериях.   

## Функции
Vasa vasorum находятся в крупных венах и артериях, таких, например как аорта и её ветви. Эти мелкие сосуды служат для обеспечения кровоснабжения и питания адвентициальной оболочки и внешних частей средней оболочки крупных сосудов.

## Патологии
- В нисходящей аорте человека vasa vasorum перестают снабжать артериальную оболочку насыщенной кислородом кровью на уровне почечных артерий[4]. Таким образом, ниже этой точки аорта  для своих метаболических потребностей зависит от диффузии и её стенки обязательно заметно тоньше. Это приводит к повышенной вероятности аневризмы аорты в этом месте, особенно при наличии атеросклеротических бляшек. У других видов, таких как, например, собаки, vasa vasorum есть и ниже их почечной сосудистой сети, и аневризмы в этом месте значительно менее вероятны. Церебральные кровеносные сосуды лишены vasa vasorum; однако эти сосуды имеют rete vasorum, функции которых аналогичны функциям vasa vasorum[5].

- Существует связь между изменениями vasa vasorum и развитием атеросклеротических бляшек.  В 2009 году Уффе Равнсков и Килмер С. Маккалли опубликовали обзор и гипотезу об образовании бляшек в результате обструкции vasa vasorum[6]. В 2017 году Аксель Хаверих предположил, что образование бляшек происходит не изнутри сосуда, а в результате воспаления vasa vasorum. Хаверих отметил, что артерии, питаемые vasa vasorum, подвержены развитию артеросклеротических бляшек, и предположил, что воспаление нарушает целостность артериальной стенки. Он отметил, что артерии с тонкими стенками, не имеющие vasa vasorum, не развивают атеросклероз. Повреждение воспалённых vasa vasorum приводит к гибели клеток в стенке и последующему образованию бляшек. Воспаление сосудов сосудов может быть вызвано, в частности, вирусами, бактериями и мелкой пылью. По его мнению, эта концепция соответствует наблюдениям, что инфаркт миокарда более распространен, когда произошел грипп или вдыхались мелкие частицы[7][8] .

- Мелкие сосуды, такие как vasa vasorum и vasa nervorum, особенно чувствительны к внешнему механическому сжатию[9] и, таким образом, участвуют в патогенезе заболеваний периферических сосудов и нервов.

- Разрыв vasa vasorum, расположенный в среднем слое оболочки аорты, может запустить патологический каскад событий, ведущих к расслоению аорты[3].

- Наличие штопорных коллатеральных сосудов в vasa vasorum является отличительным признаком болезни Бюргера и отличает ее от феномена Рейно[10].

- Т-клетки, обнаруженные около vasa vasorum, вовлечены в патогенный процесс гигантоклеточного артериита[11].

- Воспаление и последующее разрушение vasa vasorum является причиной сифилитического аортита при третичном сифилисе. Облитерирующий эндартериит vasa vasorum приводит к ишемии и ослаблению адвентиции аорты, что может привести к образованию аневризмы в грудном отделе аорты.